# Peru nos Jogos Pan-Americanos de 1987
O Peru competiu na 10º edição dos Jogos Pan-Americanos, realizados na cidade de Indianápolis, nos Estados Unidos. Conquistou sete medalhas nesta edição. 